# Leichtathletik-U23-Europameisterschaften 2003
Die 4. Leichtathletik-U23-Europameisterschaften wurden vom 17. bis 20. Juli 2003 im Zdzisław-Krzyszkowiak-Stadion der polnischen Stadt Bydgoszcz (deutsch: Bromberg) abgehalten.

## Teilnehmer
Es nahmen 866 Athleten (490 männliche, 376 weibliche) aus 46 Ländern teil.
Der Deutsche Leichtathletik-Verband (DLV) hatte ein 68-köpfiges Aufgebot nominiert.

## Ergebnisse

### Frauen

#### 100 m
| Platz | Athletin              | Land | Zeit (s)      |
| ----- | --------------------- | ---- | ------------- |
| 1     | Georgia Kokloni       | GRE  | 11,33 PB      |
| 2     | Daria Onyśko          | POL  | 11,46 PB      |
| 3     | Aksana Drahun         | BLR  | 11,48         |
| 4     | Maja Nose             | RUS  | 11,50 PB      |
| 5     | Élodie Ouédraogo      | BEL  | 11,55         |
| 6     | Natalija Pyhyda       | UKR  | 11,59         |
| 7     | Jeanette Kwakye       | GBR  | 11,62         |
| 8     | Małgorzata Flejszar   | POL  | 11,66         |
| …     |                       |      |               |
| …     | Katja Wakan           | GER  | 11,67 Qualif. |
| …     | Jennifer Schneeberger | AUT  | 11,97 Qualif. |

Finale: 19. Juli
Wind: +1,3 m/s

#### 200 m
| Platz | Athletin            | Land | Zeit (s) |
| ----- | ------------------- | ---- | -------- |
| 1     | Maryna Maydanova    | UKR  | 22,82    |
| 2     | Maja Nose           | RUS  | 23,09 PB |
| 3     | Dorota Dydo         | POL  | 23,34 PB |
| 4     | Vincenza Calì       | ITA  | 23,55    |
| 5     | Julija Guschtschina | RUS  | 23,59    |
| 6     | Nikolett Listár     | HUN  | 23,68    |
| 7     | Danielle Norville   | GBR  | 23,69 SB |
| 8     | Audrey Rochtus      | BEL  | 24,11    |

Finale: 20. Juli
Wind: +1,0 m/s

#### 400 m
| Platz | Athletin         | Land | Zeit (s)      |
| ----- | ---------------- | ---- | ------------- |
| 1     | Helen Karagounis | GBR  | 51,78 PB      |
| 2     | Solen Désert     | CZE  | 52,05 PB      |
| 3     | Tatjana Firowa   | RUS  | 52,14         |
| 4     | Monika Bejnar    | POL  | 52,35         |
| 5     | Natalja Iwanowa  | RUS  | 52,54         |
| 6     | Claudia Hoffmann | GER  | 52,81 PB      |
| 7     | Jenny Meadows    | GBR  | 53,17         |
| 8     | Kazjaryna Bobryk | BLR  | 54,47         |
| …     |                  |      |               |
| …     | Simone Murer     | SUI  | 54,66 Qualif. |
| …     | Nadine Balkow    | GER  | 55,99 Qualif. |

Finale: 19. Juli

#### 800 m
| Platz | Athletin        | Land | Zeit (min) |
| ----- | --------------- | ---- | ---------- |
| 1     | Rebecca Lyne    | GBR  | 2:04,66    |
| 2     | Lucia Klocová   | SVK  | 2:05,02    |
| 3     | Esther Desviat  | ESP  | 2:05,38    |
| 4     | Mihaela Olaru   | ROM  | 2:06,12    |
| 5     | Joanna Kaczor   | POL  | 2:06,39    |
| 6     | Alina Rîpanu    | ROM  | 2:06,41    |
| 7     | Tetjana Petljuk | UKR  | 2:06,57    |
| 8     | Joanna Buza     | POL  | 2:06,75    |

Finale: 20. Juli

#### 1500 m
| Platz | Athletin              | Land | Zeit (min)      |
| ----- | --------------------- | ---- | --------------- |
| 1     | Olessja Tschumakowa   | RUS  | 4:11,75         |
| 2     | Lisa Dobriskey        | GBR  | 4:12,95 PB      |
| 3     | Ingvill Måkestad      | NOR  | 4:13,58 PB      |
| 4     | Johanna Nilsson       | SWE  | 4:13,64         |
| 5     | Christina Carruzzo    | SUI  | 4:15,15 SB      |
| 6     | Jelena Sobolewa       | RUS  | 4:15,22         |
| 7     | Marina Munćan         | SER  | 4:15,32         |
| 8     | Natalie Lewis         | GBR  | 4:15,47         |
| …     |                       |      |                 |
| …     | Monika Augustin-Vogel | SUI  | 4:16,28 Qualif. |

Finale: 19. Juli

#### 5000 m
| Platz | Athletin          | Land | Zeit (min)  |
| ----- | ----------------- | ---- | ----------- |
| 1     | Elvan Abeylegesse | TUR  | 15:16,79 CR |
| 2     | Tatjana Petrowa   | RUS  | 16:02,79    |
| 3     | Sonia Bejarano    | ESP  | 16:17,81    |
| 4     | Krisztina Papp    | HUN  | 16:21,76 SB |
| 5     | Ulla Tuimala      | FIN  | 16:25,20 PB |
| 6     | Linda Hadjar      | FRA  | 16:26,51    |
| 7     | Ágnes Kroneraff   | HUN  | 16:46,27    |
| 8     | Oksana Skljarenko | UKR  | 17:14,85    |

20. Juli

#### 10.000 m
| Platz | Athletin             | Land | Zeit (min)  |
| ----- | -------------------- | ---- | ----------- |
| 1     | Krisztina Papp       | HUN  | 33:23,02 SB |
| 2     | Valentina Levushkina | RUS  | 33:28,73 PB |
| 3     | Louise Damen         | GBR  | 33:29,82    |
| 4     | Iryna Kunakhavets    | BLR  | 34:02,63 PB |
| 5     | Collette Fagan       | GBR  | 34:08,93    |
| 6     | Oksana Skljarenko    | UKR  | 34:12,66 PB |
| 7     | Nicole Güldemeister  | GER  | 34:16,73 PB |
| 8     | Anna Rahm            | SWE  | 34:18,46 PB |
| 9     | Michaela Schedler    | GER  | 34:22,36 PB |

19. Juli

#### 20 km Gehen
| Platz | Athletin             | Land | Zeit (h) |
| ----- | -------------------- | ---- | -------- |
| 1     | Athanasia Tsoumeleka | GRE  | 1:33:55  |
| 2     | Vera Santos          | POR  | 1:35:18  |
| 3     | Sabine Zimmer        | GER  | 1:35:56  |
| 4     | Beatriz Pascual      | ESP  | 1:37:28  |
| 5     | Lyudmila Yefimkina   | RUS  | 1:38:47  |
| 6     | Barbora Dibelková    | CZE  | 1:39:22  |
| 7     | Zuzana Malíková      | SVK  | 1:44:03  |
| 8     | Tatsiana Zuyeva      | BLR  | 1:44:34  |

18. Juli

#### 100 m Hürden
| Platz | Athletin               | Land | Zeit (s)         |
| ----- | ---------------------- | ---- | ---------------- |
| 1     | Susanna Kallur         | SWE  | 12,88 CR SB      |
| 2     | Nadine Hentschke       | GER  | 12,89 PB         |
| 3     | Marija Korotejewa      | RUS  | 12,95 SB         |
| 4     | Derval O’Rourke        | IRL  | 12,96 NU23R      |
| 5     | Justyna Oleksy         | POL  | 13,01 PB         |
| 6     | Jenny Kallur           | SWE  | 13,15            |
| 7     | Yauhenia Valadzko      | BLR  | 13,28            |
| 8     | Marina Tomić           | SLO  | 13,37            |
| …     |                        |      |                  |
| …     | Daniela Wöckinger      | AUT  | 13,62 Halbfinale |
| …     | Tina Klein             | GER  | 13,81 Halbfinale |
| …     | Corinna Rehwagen       | GER  | 13,82 Qualif.    |
| …     | Marie Elisabeth Maurer | AUT  | 13,90 Qualif.    |

Finale: 20. Juli
Wind: +1,0 m/s

#### 400 m Hürden
| Platz | Athletin                 | Land | Zeit (s)      |
| ----- | ------------------------ | ---- | ------------- |
| 1     | Oksana Gulumyan          | RUS  | 56,23         |
| 2     | Irena Žauna              | LAT  | 56,47 SB      |
| 3     | Maria Rus                | ROM  | 57,01 PB      |
| 4     | Mariya Menshchikova      | RUS  | 57,37         |
| 5     | Alena Rücklová           | CZE  | 57,61         |
| 6     | Anastassija Rabtschenjuk | UKR  | 58,06         |
| 7     | Karolina Tłustochowska   | POL  | 58,15         |
| 8     | Zhanna Bordyugova        | UKR  | 58,47         |
| …     |                          |      |               |
| …     | Tina Kron                | GER  | 58,40 Qualif. |

Finale: 19. Juli

#### 3000 m Hindernis
| Platz | Athletin            | Land | Zeit (min)       |
| ----- | ------------------- | ---- | ---------------- |
| 1     | Ljubow Charlamowa   | RUS  | 9:41,16 EU23R CR |
| 2     | Michaela Mannová    | CZE  | 9:42,01 NR       |
| 3     | Sigrid Vanden Bempt | BEL  | 9:42,04 NR       |
| 4     | Alina Proca         | ROU  | 9:48,15 NU23R    |
| 5     | Ida Nilsson         | SWE  | 10:00,27         |
| 6     | Valeriya Mara       | UKR  | 10:09,52 PB      |
| 7     | Julia Budniak       | POL  | 10:13,56         |
| 8     | Gwendoline Despres  | FRA  | 10:13,98 PB      |

Finale: 19. Juli

#### 4 × 100 m Staffel
| Platz | Land                   | Athletinnen                                                      | Zeit (s)    |
| ----- | ---------------------- | ---------------------------------------------------------------- | ----------- |
| 1     | Ukraine                | Natalija Pyhyda Iryna Shepetyuk Olena Tschebanu Maryna Maydanova | 44,29 NU23R |
| 2     | Polen                  | Anna Radoszewska Daria Onyśko Dorota Dydo Małgorzata Flejszar    | 44,51       |
| 3     | Deutschland            | Tanja Kuckelkorn Lisa Schorr Katja Tengel Nadine Hentschke       | 44,59       |
| 4     | Frankreich             | Amélie Huyghes Solen Désert Gwladys Belliard Natalia Losange     | 44,71       |
| 5     | Italien                | Leonarda Morana Micol Cattaneo Erica Marchetti Vincenza Calì     | 44,82       |
| 6     | Vereinigtes Königreich | Jeanette Kwakye Lisa Miller Danielle Norville Laura Turner       | 44,87       |
| 7     | Belgien                | Elisabeth Davin Lien Huyghebaert Audrey Rochtus Élodie Ouédraogo | 44,94       |
| 8     | Schweiz                | Barbara Morza Jessica Kilian Renate Kohler Barbara Leuthard      | 45,69       |

Finale: 20. Juli

#### 4 × 400 m Staffel
| Platz | Land                   | Athletinnen                                                               | Zeit (min)    |
| ----- | ---------------------- | ------------------------------------------------------------------------- | ------------- |
| 1     | Russland               | Julija Guschtschina Natalja Iwanowa Oksana Gulumyan Tatjana Firowa        | 3:29,55 NU23R |
| 2     | Vereinigtes Königreich | Jenny Meadows Danielle Halsall Kim Wall Helen Karagounis                  | 3:30,44 NU23R |
| 3     | Deutschland            | Eileen Müller Katharina Gröb Tina Kron Claudia Hoffmann                   | 3:33,59       |
| 4     | Ukraine                | Hanna Bordyugova Tetjana Petljuk Anastassija Rabtschenjuk Natalija Pyhyda | 3:33,63 NU23R |
| 5     | Polen                  | Anna Nentwig Karolina Tłustochowska Anita Hennig Monika Bejnar            | 3:34,04       |

20. Juli

#### Hochsprung
| Platz | Athletin            | Land | Höhe (m) |
| ----- | ------------------- | ---- | -------- |
| 1     | Blanka Vlašić       | CRO  | 1,98 CR  |
| 2     | Jelena Slessarenko  | RUS  | 1,96 PB  |
| 3     | Anna Ksok           | POL  | 1,92 SB  |
| 4     | Tatyana Grigoryeva  | RUS  | 1,90     |
| 5     | Melanie Skotnik     | GER  | 1,87     |
| 6     | Nikolia Mitropoulou | GRE  | 1,87     |
| 7     | Gaëlle Niaré        | FRA  | 1,87     |
| 8     | Barbora Laláková    | CZE  | 1,87     |
| 8     | Hanna Mikkonen      | FIN  | 1,87 SB  |
| 10    | Katja Schötz        | GER  | 1,84     |

Finale: 19. Juli

#### Stabhochsprung
| Platz | Athletin           | Land | Höhe (m) |
| ----- | ------------------ | ---- | -------- |
| 1     | Jelena Issinbajewa | RUS  | 4,65 CR  |
| 2     | Vanessa Boslak     | FRA  | 4,40 SB  |
| 3     | Anna Rogowska      | POL  | 4,35     |
| 4     | Natalya Kushch     | UKR  | 4,30     |
| 5     | Kirsten Belin      | SWE  | 4,20     |
| 6     | Élise Genevrier    | FRA  | 4,10 PB  |
| 7     | Linda Persson      | SWE  | 4,10     |
| 8     | Afroditi Skafida   | GRE  | 4,10     |
| 9     | Martina Strutz     | GER  | 3,80     |

Finale: 19. Juli

#### Weitsprung
| Platz | Athletin             | Land | Weite (m)    |
| ----- | -------------------- | ---- | ------------ |
| 1     | Carolina Klüft       | SWE  | 6,86 CR PB   |
| 2     | Irina Simagina       | RUS  | 6,70         |
| 3     | Ineta Radēviča       | LAT  | 6,70 NU23R   |
| 4     | Alina Militaru       | ROM  | 6,55         |
| 5     | Svetlana Zaytseva    | RUS  | 6,46         |
| 6     | Małgorzata Trybańska | POL  | 6,44         |
| 7     | Tatyana Ivanova      | RUS  | 6,39         |
| 8     | Livia Pruteanu       | ROM  | 6,36         |
| 9     | Katrin van Bühren    | GER  | 6,25         |
| …     |                      |      |              |
| …     | Barbara Leuthard     | SUI  | 5,95 Qualif. |

Finale: 19. Juli

#### Dreisprung
| Platz | Athletin                | Land | Weite (m)   |
| ----- | ----------------------- | ---- | ----------- |
| 1     | Wiktorija Waljukewitsch | RUS  | 14,37 PB    |
| 2     | Simona La Mantia        | ITA  | 14,31 NU23R |
| 3     | Ineta Radēviča          | LAT  | 14,04 NU23R |
| 4     | Dana Velďáková          | SVK  | 14,02 NU23R |
| 5     | Katja Demut             | GER  | 13,74 PB    |
| 6     | Ancuța Stucan           | ROM  | 13,67       |
| 7     | Irina Beskrovnaja       | SVK  | 13,56 SB    |
| 8     | Yeoryia Yiannakitsidou  | GRE  | 13,47       |

Finale: 20. Juli

#### Kugelstoßen
| Platz | Athletin           | Land | Weite (m) |
| ----- | ------------------ | ---- | --------- |
| 1     | Natallja Charaneka | BLR  | 17,66     |
| 2     | Kathleen Kluge     | GER  | 17,09     |
| 3     | Filiz Kadoğan      | TUR  | 16,72     |
| 4     | Chiara Rosa        | ITA  | 16,49     |
| 5     | Anja Burkhardt     | GER  | 16,31     |
| 6     | Jessica Cérival    | FRA  | 16,30     |
| 7     | Kristin Marten     | GER  | 16,05     |
| 8     | Jana Kárníková     | CZE  | 15,65     |

Finale: 19. Juli

#### Diskuswurf
| Platz | Athletin          | Land | Weite (m) |
| ----- | ----------------- | ---- | --------- |
| 1     | Natalija Fokina   | UKR  | 59,30 CR  |
| 2     | Jana Tucholke     | GER  | 58,24 SB  |
| 3     | Olga Chernogorova | BLR  | 56,57     |
| 4     | Vera Begić        | CRO  | 53,34     |
| 5     | Laura Bordignon   | ITA  | 52,97     |
| 6     | Dace Ruskule      | LAT  | 52,31     |
| 7     | Sabine Rumpf      | GER  | 52,30     |
| 8     | Claire Smithson   | GBR  | 51,97     |

Finale: 20. Juli

#### Hammerwurf
| Platz | Athletin            | Land | Weite (m)      |
| ----- | ------------------- | ---- | -------------- |
| 1     | Kamila Skolimowska  | POL  | 71,38 EU23R CR |
| 2     | Aksana Mjankowa     | BLR  | 67,58 NU23R    |
| 3     | Gulfija Chanafejewa | RUS  | 66,98          |
| 4     | Betty Heidler       | GER  | 66,49          |
| 5     | Tatjana Lyssenko    | RUS  | 64,48          |
| 6     | Merja Korpela       | FIN  | 64,44 SB       |
| 7     | Sanja Gavrilović    | CRO  | 63,88          |
| 8     | Ivana Brkljačić     | CRO  | 63,04          |
| 9     | Bianca Achilles     | GER  | 62,51          |

Finale: 20. Juli

#### Speerwurf
| Platz | Athletin            | Land | Weite (m)   |
| ----- | ------------------- | ---- | ----------- |
| 1     | Jarmila Klimešová   | CZE  | 60,54 NU23R |
| 2     | Iryna Kharun        | UKR  | 58,28       |
| 3     | Mariya Yakovenko    | RUS  | 57,52 PB    |
| 4     | Natallia Shymchuk   | BLR  | 57,45       |
| 5     | Xénia Frajka        | HUN  | 56,83       |
| 6     | Barbora Špotáková   | CZE  | 56,65 SB    |
| 7     | Stefanie Hessler    | GER  | 54,83       |
| 8     | Christina Obergföll | GER  | 54,28       |
| …     |                     |      |             |
| 16    | Johanna Heeb        | LIE  | 44,22       |

Finale: 19. Juli

#### Siebenkampf
| Platz | Athletin            | Land | Punkte     |
| ----- | ------------------- | ---- | ---------- |
| 1     | Jennifer Oeser      | GER  | 5901 PB    |
| 2     | Yvonne Wisse        | NED  | 5895 NU23R |
| 3     | Vasiliki Delinikola | GRE  | 5863       |
| 4     | Claudia Tonn        | GER  | 5842 PB    |
| 5     | Natalija Dobrynska  | UKR  | 5798       |
| 6     | Fiona Harrison      | GBR  | 5598 PB    |
| 7     | Laurien Hoos        | NED  | 5592       |
| 8     | Lidiya Bashlykova   | RUS  | 5592       |

17./18. Juli

### Männer

#### 100 m
| Platz | Athlet           | Land | Zeit (s)      |
| ----- | ---------------- | ---- | ------------- |
| 1     | Ronald Pognon    | FRA  | 10,19 CR      |
| 2     | Argo Golberg     | EST  | 10,28 NU23R   |
| 3     | Fabrice Calligny | FRA  | 10,34         |
| 4     | Łukasz Chyła     | POL  | 10,35         |
| 5     | Tyrone Edgar     | GBR  | 10,35         |
| 6     | Nick Smith       | GBR  | 10,40         |
| 7     | Gergely Németh   | HUN  | 10,49         |
| 8     | Ricardo Alves    | POR  | 10,52         |
| …     |                  |      |               |
| …     | Marius Broening  | GER  | 10,77 Qualif. |
| …     | Rasgawa Pinnock  | GER  | 10,83 Qualif. |

Finale: 19. Juli
Wind: +1,2 m/s

#### 200 m
| Platz | Athlet                | Land | Zeit (s)      |
| ----- | --------------------- | ---- | ------------- |
| 1     | Chris Lambert         | GBR  | 20,34 CR PB   |
| 2     | Marcin Jędrusiński    | POL  | 20,39 SB      |
| 3     | Johan Wissman         | SWE  | 20,43 NU23R   |
| 4     | Johan Engberg         | SWE  | 20,83 SB      |
| 5     | Paul Hession          | IRL  | 20,86 NU23R   |
| 6     | Jiří Vojtík           | CZE  | 20,91         |
| 7     | Kristof Beyens        | BEL  | 20,91         |
| 8     | Guus Hoogmoed         | NED  | 20,98         |
| …     |                       |      |               |
| …     | Daniel Abenzoar-Foulé | LUX  | 21,47 Qualif. |
| …     | Markus Malucha        | GER  | 21,52 Qualif. |

Finale: 20. Juli
Wind: +0,7 m/s

#### 400 m
| Platz | Athlet                 | Land | Zeit (s)       |
| ----- | ---------------------- | ---- | -------------- |
| 1     | Leslie Djhone          | FRA  | 45,04 NU23R CR |
| 2     | Timothy Benjamin       | GBR  | 45,86          |
| 3     | Rafał Wieruszewski     | POL  | 45,87          |
| 4     | Aliaksandr Yelistratau | BLR  | 46,11 NU23R    |
| 5     | Volodymyr Demchenko    | UKR  | 46,14          |
| 6     | David McCarthy         | IRL  | 46,26          |
| 7     | Bastian Swillims       | GER  | 46,91          |
| 8     | Xavier de Baerdemaeker | BEL  | 47,56          |
| …     |                        |      |                |
| …     | Sebastian Gatzka       | GER  | 46,70 Qualif.  |

Finale: 19. Juli

#### 800 m
| Platz | Athlet              | Land | Zeit (min)      |
| ----- | ------------------- | ---- | --------------- |
| 1     | René Herms          | GER  | 1:46,26         |
| 2     | Florent Lacasse     | FRA  | 1:46,47         |
| 3     | Manuel Olmedo       | ESP  | 1:46,83         |
| 4     | Fernando Almeida    | POR  | 1:47,15         |
| 5     | Ricky Soos          | GBR  | 1:47,73         |
| 6     | José Manuel Cortés  | ESP  | 1:48,50         |
| 7     | Juan de Dios Jurado | ESP  | 1:48,70         |
| 8     | Tomasz Marks        | POL  | 1:48,78         |
| …     |                     |      |                 |
| …     | Christoph Moormann  | GER  | 1:50,92 Qualif. |

Finale: 19. Juli

#### 1500 m
| Platz | Athlet               | Land | Zeit (min)      |
| ----- | -------------------- | ---- | --------------- |
| 1     | Mounir Yemmouni      | FRA  | 3:44,02         |
| 2     | Xavier Areny         | ESP  | 3:44,65         |
| 3     | Lorenzo Perrone      | ITA  | 3:45,05         |
| 4     | Tom Carter           | GBR  | 3:45,63         |
| 5     | Ignacio del Castillo | ESP  | 3:45,75         |
| 6     | Ed Jackson           | GBR  | 3:45,95         |
| 7     | Arturo Casado        | ESP  | 3:46,17         |
| 8     | Grzegorz Wojtczak    | POL  | 3:46,28         |
| …     |                      |      |                 |
| …     | Toni Mohr            | GER  | DNF             |
| …     | Daniel Spitzl        | AUT  | 3:48,29 Qualif. |

Finale: 20. Juli

#### 5000 m
| Platz | Athlet               | Land | Zeit (min) |
| ----- | -------------------- | ---- | ---------- |
| 1     | Christopher Thompson | GBR  | 13:58,62   |
| 2     | Mo Farah             | GBR  | 13:58,88   |
| 3     | Robert Connolly      | IRL  | 14:03,75   |
| 4     | Wassyl Matwijtschuk  | UKR  | 14:10,19   |
| 5     | Stefano Scaini       | ITA  | 14:11,91   |
| 6     | Mark Kenneally       | IRL  | 14:13,24   |
| 7     | André Pollmächer     | GER  | 14:14,79   |
| 8     | Hassam Outchich      | FRA  | 14:16,89   |

20. Juli

#### 10.000 m
| Platz | Athlet                | Land | Zeit (min)  |
| ----- | --------------------- | ---- | ----------- |
| 1     | Ioannis Kanellopoulos | GRE  | 29:00,78    |
| 2     | Wassyl Matwijtschuk   | UKR  | 29:01,29    |
| 3     | Paweł Ochal           | POL  | 29:17,41 PB |
| 4     | Ihor Heletiy          | UKR  | 29:18,92    |
| 5     | Adam Sutton           | GBR  | 29:27,49    |
| 6     | Liberato Pellecchia   | ITA  | 29:54,06    |
| 7     | Joep Tigchelaar       | NED  | 29:54,91    |
| 8     | David Solis           | ESP  | 29:56,72    |

18. Juli

#### 20 km Gehen
| Platz | Athlet              | Land | Zeit (h)   |
| ----- | ------------------- | ---- | ---------- |
| 1     | Benjamin Kuciński   | POL  | 1:22:07 PB |
| 2     | Sergey Lystsov      | RUS  | 1:24:04    |
| 3     | Andrei Talashka     | BLR  | 1:24:28    |
| 4     | Patrick Ennemoser   | ITA  | 1:25:05 PB |
| 5     | Aleksandr Yargunkin | RUS  | 1:25:43    |
| 6     | Matej Tóth          | SVK  | 1:25:59    |
| 7     | Aleksandr Kuzmin    | BLR  | 1:26:55    |
| 8     | Kamil Kalka         | POL  | 1:27:19    |

19. Juli

#### 110 m Hürden
| Platz | Athlet            | Land | Zeit (s)         |
| ----- | ----------------- | ---- | ---------------- |
| 1     | Ladji Doucouré    | FRA  | 13,25            |
| 2     | Philip Nossmy     | SWE  | 13,50 PB         |
| 3     | Gregory Sedoc     | NED  | 13,55 NU23R      |
| 4     | Jurica Grabušić   | CRO  | 13,60            |
| 5     | Robert Newton     | GBR  | 13,61            |
| 6     | Sergey Chepiga    | RUS  | 13,63 PB         |
| 7     | Igor Peremota     | RUS  | 13,70 PB         |
| 8     | Nenad Lončar      | SER  | 13,80            |
| …     |                   |      |                  |
| …     | Thomas Blaschek   | GER  | 13,77 Halbfinale |
| …     | Sebastian Siebert | GER  | 14,22 Qualif.    |
| …     | Jürg Egger        | SUI  | 14,43 Qualif.    |

Finale: 20. Juli
 Wind: +0,6 m/s

#### 400 m Hürden
| Platz | Athlet                   | Land | Zeit (s)         |
| ----- | ------------------------ | ---- | ---------------- |
| 1     | Marek Plawgo             | POL  | 48,45 CR SB      |
| 2     | Christian Duma           | GER  | 49,53 PB         |
| 3     | Thomas Kortbeek          | NED  | 49,68 SB         |
| 4     | Roman Matveyev           | RUS  | 49,90 PB         |
| 5     | Alexander Borschtschenko | RUS  | 50,09 PB         |
| 6     | Sébastien Maillard       | FRA  | 50,28            |
| 7     | Yauheni Mikheika         | BLR  | 50,52            |
| 8     | Andrey Kozlovskiy        | BLR  | 50,91            |
| …     |                          |      |                  |
| …     | Henning Hackelbusch      | GER  | 51,29 Halbfinale |
| …     | Henning Kuschewitz       | GER  | 56,41 Qualif.    |

Finale: 19. Juli

#### 3000 m Hindernis
| Platz | Athlet             | Land | Zeit (min)      |
| ----- | ------------------ | ---- | --------------- |
| 1     | Martin Pröll       | AUT  | 8:25,86 CR      |
| 2     | Radosław Popławski | POL  | 8:27,95         |
| 3     | Jukka Keskisalo    | FIN  | 8:28,53         |
| 4     | Wadym Slobodenjuk  | UKR  | 8:29,00 SB      |
| 5     | Halil Akkaş        | TUR  | 8:33,68 NU23R   |
| 6     | Iwan Lukjanow      | MLD  | 8:35,12         |
| 7     | Raphael Schäfer    | GER  | 8:35,66         |
| 8     | Itai Maggidi       | ISR  | 8:43,92         |
| 9     | Christian Klein    | GER  | 8:45,22         |
| …     |                    |      |                 |
| …     | Steffen Preuk      | GER  | 9:06,92 Qualif. |

Finale: 19. Juli

#### 4 × 100 m Staffel
| Platz | Land                   | Athleten                                                                   | Zeit (s)      |
| ----- | ---------------------- | -------------------------------------------------------------------------- | ------------- |
| 1     | Vereinigtes Königreich | Tyrone Edgar Chris Lambert Darren Chin Dwayne Grant                        | 39,31         |
| 2     | Frankreich             | Daniel Adolia Fabrice Calligny David Socrier Leslie Djhone                 | 39,38         |
| 3     | Belgien                | Pieter-Jan Vereecke François Gourmet Kristof Beyens Xavier de Baerdemaeker | 39,54         |
| 4     | Schweden               | Philip Nossmy Pontus Nilsson Johan Wissman Argo Golberg                    | 39,64         |
| 5     | Estland                | Allar Aasma Henri Sool Martin Vihmann Juryj Sabalotny                      | 39,69         |
| 6     | Ungarn                 | László Szabó Dániel Ágoston Imre Lörincz Gergely Németh                    | 40,28         |
|       | Tschechien             | Jan Mazanec Jiří Vojtík Rudolf Götz Jan Stokláska                          | DNF           |
|       | Polen                  | Marcin Niewiara Łukasz Chyła Paweł Ptak Marcin Jędrusiński                 | DNF           |
| …     |                        |                                                                            |               |
| …     | Deutschland            | Tobias Pfennig Markus Malucha Johanes Fischer Benjamin Mielke              | 40,52 Qualif. |
| …     | Schweiz                | Harry Thonney Thomas Zaugg Andreas Oggier Cédric Nabe                      | 40,72 Qualif. |

Finale: 20. Juli

#### 4 × 400 m Staffel
| Platz | Land                   | Athleten                                                                | Zeit (min)    |
| ----- | ---------------------- | ----------------------------------------------------------------------- | ------------- |
| 1     | Polen                  | Rafał Wieruszewski Kacper Skalski Daniel Dąbrowski Marek Plawgo         | 3:03,32       |
| 2     | Deutschland            | Sebastian Gatzka Christian Duma Steffen Sattelmaier Bastian Swillims    | 3:03,36       |
| 3     | Russland               | Roman Matwejew Dmitri Petrow Alexander Borschtschenko Andrei Polukejew  | 3:04,18 NU23R |
| 4     | Niederlande            | Youssef El Rhalfioui Peter Wolters Jelle Heisen Robert Lathouwers       | 3:06,61       |
| 5     | Frankreich             | Grégory Kiavue Sébastien Maillard Brice Panel Nicolas Lefebvre          | 3:06,79       |
| 6     | Vereinigtes Königreich | Allan Stuart David Brackstone Robert Tobin Timothy Benjamin             | 3:06,79       |
| 7     | Belarus                | Yauheni Mikheika Sergey Nesterov Maksim Sidorenko Aleksandr Yelistratov | 3:08,98       |
| –     | Spanien                | David Melo Daniel Ruiz Jairo Vera Marcos Muñoz                          | DQ            |

Finale: 20. Juli

#### Hochsprung
| Platz | Athlet                  | Land | Höhe (m)         |
| ----- | ----------------------- | ---- | ---------------- |
| 1     | Aleksander Waleriańczyk | POL  | 2,36 CR WL NU23R |
| 2     | Andrei Tereschin        | RUS  | 2,27 PB          |
| 3     | Wojciech Borysiewicz    | POL  | 2,27 PB          |
| 4     | Robert Wolski           | POL  | 2,25 PB          |
| 5     | Eike Onnen              | GER  | 2,23 PB          |
| 6     | Vladimir Chubsa         | BLR  | 2,21 PB          |
| 7     | Mickael Hanany          | FRA  | 2,21 SB          |
| 8     | Adrian O’Dwyer          | IRL  | 2,18             |
| …     |                         |      |                  |
| …     | Jan Titze               | GER  | 2,15 Qualif.     |

Finale: 20. Juli

#### Stabhochsprung
| Platz | Athlet             | Land | Höhe (m) |
| ----- | ------------------ | ---- | -------- |
| 1     | Oleksandr Korchmid | UKR  | 5,50     |
| 2     | Marvin Osei-Tutu   | GER  | 5,50     |
| 3     | Maksym Masuryk     | UKR  | 5,45     |
| 4     | Giorgio Piantella  | ITA  | 5,30 PB  |
| 5     | Mark Beharrell     | GBR  | 5,30     |
| 6     | Kevin Rans         | BEL  | 5,15     |
| 7     | Paweł Szczyrba     | POL  | 5,00     |

Finale: 20. Juli

#### Weitsprung
| Platz | Athlet               | Land | Weite (m) |
| ----- | -------------------- | ---- | --------- |
| 1     | Louis Tsatoumas      | GRE  | 8,24      |
| 2     | Wolodymyr Sjuskow    | UKR  | 8,22 PB   |
| 3     | Danut Simion         | ROM  | 8,09 PB   |
| 4     | Arvydas Nazarovas    | LIT  | 7,93 PB   |
| 5     | Dimitrios Koukourdis | GRE  | 7,87      |
| 6     | Ivan Pucelj          | CRO  | 7,86 SB   |
| 7     | Dmitriy Sapinskiy    | RUS  | 7,82      |
| 8     | Morten Jensen        | DEN  | 7,81      |

Finale: 20. Juli

#### Dreisprung
| Platz | Athlet                 | Land | Weite (m)      |
| ----- | ---------------------- | ---- | -------------- |
| 1     | Dsmitryj Waljukewitsch | BLR  | 17,57 NU23R CR |
| 2     | Marian Oprea           | ROM  | 17,28          |
| 3     | Rudolf Helpling        | GER  | 16,66          |
| 4     | Momchil Karailiev      | BUL  | 16,48          |
| 5     | Alexander Sergejew     | RUS  | 16,36          |
| 6     | Juri Litwinski         | BUL  | 16,27          |
| 7     | Fabrizio Schembri      | ITA  | 16,24 PB       |
| 8     | Péter Tölgyesi         | HUN  | 16,22          |
| 9     | Andreas Pohle          | GER  | 16,17          |

Finale: 19. Juli

#### Kugelstoßen
| Platz | Athlet             | Land | Weite (m) |
| ----- | ------------------ | ---- | --------- |
| 1     | Pawel Lyschyn      | BLR  | 20,43 CR  |
| 2     | Pawel Sofjin       | RUS  | 20,33 PB  |
| 3     | Rutger Smith       | NED  | 20,18     |
| 4     | Tomasz Majewski    | POL  | 19,92     |
| 5     | Iwan Juschkow      | RUS  | 19,76 PB  |
| 6     | Tomasz Chrzanowski | POL  | 19,47 PB  |
| 7     | Jury Bjalou        | BLR  | 19,09     |
| 8     | Andrei Siniakou    | BLR  | 18,73     |

Finale: 20. Juli

#### Diskuswurf
| Platz | Athlet               | Land | Weite (m) |
| ----- | -------------------- | ---- | --------- |
| 1     | Rutger Smith         | NED  | 59,90     |
| 2     | Dzmitry Sivakou      | BLR  | 58,00 PB  |
| 3     | Bogdan Pishchalnikov | RUS  | 56,88     |
| 4     | Daniel Vanek         | SVK  | 56,59     |
| 5     | Ömer İnan            | TUR  | 55,62     |
| 6     | Kris Coene           | BEL  | 55,61     |
| 7     | Bertrand Vili        | FRA  | 54,88     |
| 8     | Märt Israel          | EST  | 54,86     |

Finale: 19. Juli

#### Hammerwurf
| Platz | Athlet               | Land | Weite (m) |
| ----- | -------------------- | ---- | --------- |
| 1     | Krisztián Pars       | HUN  | 77,25     |
| 2     | Eşref Apak           | TUR  | 76,52     |
| 3     | Aliaksandr Vashchyla | BLR  | 71,91     |
| 4     | Waleryj Swjatocha    | BLR  | 70,28     |
| 5     | Petri Rautio         | FIN  | 69,53 PB  |
| 6     | Marcus Kahlmeyer     | GER  | 69,36 PB  |
| 7     | Serhiy Karpovych     | UKR  | 67,44     |
| 8     | Spiridon Zoullien    | GRE  | 65,92     |
| 9     | Lasse Luotonen       | FIN  | 65,80     |
| 10    | Jens Rautenkranz     | GER  | 65,37     |
| 11    | Alessandro Beschi    | ITA  | 65,03     |

Finale: 19. Juli

#### Speerwurf
| Platz | Athlet              | Land | Weite (m)   |
| ----- | ------------------- | ---- | ----------- |
| 1     | Aleksandr Ivanov    | RUS  | 82,59       |
| 2     | Igor Janik          | POL  | 82,54 NU23R |
| 3     | Tero Pitkämäki      | FIN  | 78,84 PB    |
| 4     | Andreas Thorkildsen | NOR  | 76,95       |
| 5     | Stephan Steding     | GER  | 76,72       |
| 6     | Ainārs Kovals       | LAT  | 72,68       |
| 7     | Vadims Vasiļevskis  | LAT  | 72,39       |
| 8     | Peter Zupanc        | SLO  | 68,34       |

Finale: 20. Juli

#### Zehnkampf
| Platz | Athlet               | Land | Punkte  |
| ----- | -------------------- | ---- | ------- |
| 1     | André Niklaus        | GER  | 7983 SB |
| 2     | Indrek Turi          | EST  | 7864 PB |
| 3     | Atis Vaisjūns        | LAT  | 7681 PB |
| 4     | Lars Albert          | GER  | 7627    |
| 5     | Christopher Hallmann | GER  | 7615 PB |
| 6     | David Gómez          | ESP  | 7560    |
| 7     | Mihail Papaioannou   | GRE  | 7436 PB |
| 8     | Alexei Drosdow       | RUS  | 7348    |

17./18. Juli

## Medaillenspiegel
| Medaillenspiegel(Endstand nach 44 Entscheidungen) \| Platz \| Land \| Gold \| Silber \| Bronze \| Gesamt \| \| ----- \| ---------------------- \| ---- \| ------ \| ------ \| ------ \| \| 1 \| Russland \| 7 \| 7 \| 6 \| 20 \| \| 2 \| Polen \| 5 \| 5 \| 6 \| 16 \| \| 3 \| Vereinigtes Königreich \| 5 \| 4 \| 1 \| 10 \| \| 4 \| Frankreich \| 4 \| 4 \| 1 \| 9 \| \| 5 \| Ukraine \| 4 \| 3 \| 1 \| 8 \| \| 6 \| Griechenland \| 4 \| 0 \| 1 \| 5 \| \| 7 \| Deutschland \| 3 \| 6 \| 4 \| 13 \| \| 8 \| Belarus \| 3 \| 2 \| 4 \| 9 \| \| 9 \| Schweden \| 2 \| 1 \| 1 \| 4 \| \| 10 \| Ungarn \| 2 \| 0 \| 0 \| 2 \| \| 11 \| Niederlande \| 1 \| 1 \| 3 \| 5 \| \| 12 \| Türkei \| 1 \| 1 \| 1 \| 3 \| \| 13 \| Tschechien \| 1 \| 1 \| 0 \| 2 \| \| 14 \| Österreich \| 1 \| 0 \| 0 \| 1 \| \| 14 \| Kroatien \| 1 \| 0 \| 0 \| 1 \| \| 16 \| Estland \| 0 \| 2 \| 0 \| 2 \| \| 17 \| Lettland \| 0 \| 1 \| 3 \| 4 \| \| 17 \| Spanien \| 0 \| 1 \| 3 \| 4 \| \| 19 \| Rumänien \| 0 \| 1 \| 2 \| 3 \| \| 20 \| Italien \| 0 \| 1 \| 1 \| 2 \| \| 21 \| Portugal \| 0 \| 1 \| 0 \| 1 \| \| 21 \| Slowakei \| 0 \| 1 \| 0 \| 1 \| \| 21 \| Slowenien \| 0 \| 1 \| 0 \| 1 \| \| 24 \| Belgien \| 0 \| 0 \| 2 \| 2 \| \| 24 \| Finnland \| 0 \| 0 \| 2 \| 2 \| \| 26 \| Irland \| 0 \| 0 \| 1 \| 1 \| \| 26 \| Norwegen \| 0 \| 0 \| 1 \| 1 \| \| 27 \| Total \| 44 \| 44 \| 44 \| 132 \| | Medaillenspiegel(Endstand nach 44 Entscheidungen) \| Platz \| Land \| Gold \| Silber \| Bronze \| Gesamt \| \| ----- \| ---------------------- \| ---- \| ------ \| ------ \| ------ \| \| 1 \| Russland \| 7 \| 7 \| 6 \| 20 \| \| 2 \| Polen \| 5 \| 5 \| 6 \| 16 \| \| 3 \| Vereinigtes Königreich \| 5 \| 4 \| 1 \| 10 \| \| 4 \| Frankreich \| 4 \| 4 \| 1 \| 9 \| \| 5 \| Ukraine \| 4 \| 3 \| 1 \| 8 \| \| 6 \| Griechenland \| 4 \| 0 \| 1 \| 5 \| \| 7 \| Deutschland \| 3 \| 6 \| 4 \| 13 \| \| 8 \| Belarus \| 3 \| 2 \| 4 \| 9 \| \| 9 \| Schweden \| 2 \| 1 \| 1 \| 4 \| \| 10 \| Ungarn \| 2 \| 0 \| 0 \| 2 \| \| 11 \| Niederlande \| 1 \| 1 \| 3 \| 5 \| \| 12 \| Türkei \| 1 \| 1 \| 1 \| 3 \| \| 13 \| Tschechien \| 1 \| 1 \| 0 \| 2 \| \| 14 \| Österreich \| 1 \| 0 \| 0 \| 1 \| \| 14 \| Kroatien \| 1 \| 0 \| 0 \| 1 \| \| 16 \| Estland \| 0 \| 2 \| 0 \| 2 \| \| 17 \| Lettland \| 0 \| 1 \| 3 \| 4 \| \| 17 \| Spanien \| 0 \| 1 \| 3 \| 4 \| \| 19 \| Rumänien \| 0 \| 1 \| 2 \| 3 \| \| 20 \| Italien \| 0 \| 1 \| 1 \| 2 \| \| 21 \| Portugal \| 0 \| 1 \| 0 \| 1 \| \| 21 \| Slowakei \| 0 \| 1 \| 0 \| 1 \| \| 21 \| Slowenien \| 0 \| 1 \| 0 \| 1 \| \| 24 \| Belgien \| 0 \| 0 \| 2 \| 2 \| \| 24 \| Finnland \| 0 \| 0 \| 2 \| 2 \| \| 26 \| Irland \| 0 \| 0 \| 1 \| 1 \| \| 26 \| Norwegen \| 0 \| 0 \| 1 \| 1 \| \| 27 \| Total \| 44 \| 44 \| 44 \| 132 \| | Medaillenspiegel(Endstand nach 44 Entscheidungen) \| Platz \| Land \| Gold \| Silber \| Bronze \| Gesamt \| \| ----- \| ---------------------- \| ---- \| ------ \| ------ \| ------ \| \| 1 \| Russland \| 7 \| 7 \| 6 \| 20 \| \| 2 \| Polen \| 5 \| 5 \| 6 \| 16 \| \| 3 \| Vereinigtes Königreich \| 5 \| 4 \| 1 \| 10 \| \| 4 \| Frankreich \| 4 \| 4 \| 1 \| 9 \| \| 5 \| Ukraine \| 4 \| 3 \| 1 \| 8 \| \| 6 \| Griechenland \| 4 \| 0 \| 1 \| 5 \| \| 7 \| Deutschland \| 3 \| 6 \| 4 \| 13 \| \| 8 \| Belarus \| 3 \| 2 \| 4 \| 9 \| \| 9 \| Schweden \| 2 \| 1 \| 1 \| 4 \| \| 10 \| Ungarn \| 2 \| 0 \| 0 \| 2 \| \| 11 \| Niederlande \| 1 \| 1 \| 3 \| 5 \| \| 12 \| Türkei \| 1 \| 1 \| 1 \| 3 \| \| 13 \| Tschechien \| 1 \| 1 \| 0 \| 2 \| \| 14 \| Österreich \| 1 \| 0 \| 0 \| 1 \| \| 14 \| Kroatien \| 1 \| 0 \| 0 \| 1 \| \| 16 \| Estland \| 0 \| 2 \| 0 \| 2 \| \| 17 \| Lettland \| 0 \| 1 \| 3 \| 4 \| \| 17 \| Spanien \| 0 \| 1 \| 3 \| 4 \| \| 19 \| Rumänien \| 0 \| 1 \| 2 \| 3 \| \| 20 \| Italien \| 0 \| 1 \| 1 \| 2 \| \| 21 \| Portugal \| 0 \| 1 \| 0 \| 1 \| \| 21 \| Slowakei \| 0 \| 1 \| 0 \| 1 \| \| 21 \| Slowenien \| 0 \| 1 \| 0 \| 1 \| \| 24 \| Belgien \| 0 \| 0 \| 2 \| 2 \| \| 24 \| Finnland \| 0 \| 0 \| 2 \| 2 \| \| 26 \| Irland \| 0 \| 0 \| 1 \| 1 \| \| 26 \| Norwegen \| 0 \| 0 \| 1 \| 1 \| \| 27 \| Total \| 44 \| 44 \| 44 \| 132 \| | Medaillenspiegel(Endstand nach 44 Entscheidungen) \| Platz \| Land \| Gold \| Silber \| Bronze \| Gesamt \| \| ----- \| ---------------------- \| ---- \| ------ \| ------ \| ------ \| \| 1 \| Russland \| 7 \| 7 \| 6 \| 20 \| \| 2 \| Polen \| 5 \| 5 \| 6 \| 16 \| \| 3 \| Vereinigtes Königreich \| 5 \| 4 \| 1 \| 10 \| \| 4 \| Frankreich \| 4 \| 4 \| 1 \| 9 \| \| 5 \| Ukraine \| 4 \| 3 \| 1 \| 8 \| \| 6 \| Griechenland \| 4 \| 0 \| 1 \| 5 \| \| 7 \| Deutschland \| 3 \| 6 \| 4 \| 13 \| \| 8 \| Belarus \| 3 \| 2 \| 4 \| 9 \| \| 9 \| Schweden \| 2 \| 1 \| 1 \| 4 \| \| 10 \| Ungarn \| 2 \| 0 \| 0 \| 2 \| \| 11 \| Niederlande \| 1 \| 1 \| 3 \| 5 \| \| 12 \| Türkei \| 1 \| 1 \| 1 \| 3 \| \| 13 \| Tschechien \| 1 \| 1 \| 0 \| 2 \| \| 14 \| Österreich \| 1 \| 0 \| 0 \| 1 \| \| 14 \| Kroatien \| 1 \| 0 \| 0 \| 1 \| \| 16 \| Estland \| 0 \| 2 \| 0 \| 2 \| \| 17 \| Lettland \| 0 \| 1 \| 3 \| 4 \| \| 17 \| Spanien \| 0 \| 1 \| 3 \| 4 \| \| 19 \| Rumänien \| 0 \| 1 \| 2 \| 3 \| \| 20 \| Italien \| 0 \| 1 \| 1 \| 2 \| \| 21 \| Portugal \| 0 \| 1 \| 0 \| 1 \| \| 21 \| Slowakei \| 0 \| 1 \| 0 \| 1 \| \| 21 \| Slowenien \| 0 \| 1 \| 0 \| 1 \| \| 24 \| Belgien \| 0 \| 0 \| 2 \| 2 \| \| 24 \| Finnland \| 0 \| 0 \| 2 \| 2 \| \| 26 \| Irland \| 0 \| 0 \| 1 \| 1 \| \| 26 \| Norwegen \| 0 \| 0 \| 1 \| 1 \| \| 27 \| Total \| 44 \| 44 \| 44 \| 132 \| | Medaillenspiegel(Endstand nach 44 Entscheidungen) \| Platz \| Land \| Gold \| Silber \| Bronze \| Gesamt \| \| ----- \| ---------------------- \| ---- \| ------ \| ------ \| ------ \| \| 1 \| Russland \| 7 \| 7 \| 6 \| 20 \| \| 2 \| Polen \| 5 \| 5 \| 6 \| 16 \| \| 3 \| Vereinigtes Königreich \| 5 \| 4 \| 1 \| 10 \| \| 4 \| Frankreich \| 4 \| 4 \| 1 \| 9 \| \| 5 \| Ukraine \| 4 \| 3 \| 1 \| 8 \| \| 6 \| Griechenland \| 4 \| 0 \| 1 \| 5 \| \| 7 \| Deutschland \| 3 \| 6 \| 4 \| 13 \| \| 8 \| Belarus \| 3 \| 2 \| 4 \| 9 \| \| 9 \| Schweden \| 2 \| 1 \| 1 \| 4 \| \| 10 \| Ungarn \| 2 \| 0 \| 0 \| 2 \| \| 11 \| Niederlande \| 1 \| 1 \| 3 \| 5 \| \| 12 \| Türkei \| 1 \| 1 \| 1 \| 3 \| \| 13 \| Tschechien \| 1 \| 1 \| 0 \| 2 \| \| 14 \| Österreich \| 1 \| 0 \| 0 \| 1 \| \| 14 \| Kroatien \| 1 \| 0 \| 0 \| 1 \| \| 16 \| Estland \| 0 \| 2 \| 0 \| 2 \| \| 17 \| Lettland \| 0 \| 1 \| 3 \| 4 \| \| 17 \| Spanien \| 0 \| 1 \| 3 \| 4 \| \| 19 \| Rumänien \| 0 \| 1 \| 2 \| 3 \| \| 20 \| Italien \| 0 \| 1 \| 1 \| 2 \| \| 21 \| Portugal \| 0 \| 1 \| 0 \| 1 \| \| 21 \| Slowakei \| 0 \| 1 \| 0 \| 1 \| \| 21 \| Slowenien \| 0 \| 1 \| 0 \| 1 \| \| 24 \| Belgien \| 0 \| 0 \| 2 \| 2 \| \| 24 \| Finnland \| 0 \| 0 \| 2 \| 2 \| \| 26 \| Irland \| 0 \| 0 \| 1 \| 1 \| \| 26 \| Norwegen \| 0 \| 0 \| 1 \| 1 \| \| 27 \| Total \| 44 \| 44 \| 44 \| 132 \| | Medaillenspiegel(Endstand nach 44 Entscheidungen) \| Platz \| Land \| Gold \| Silber \| Bronze \| Gesamt \| \| ----- \| ---------------------- \| ---- \| ------ \| ------ \| ------ \| \| 1 \| Russland \| 7 \| 7 \| 6 \| 20 \| \| 2 \| Polen \| 5 \| 5 \| 6 \| 16 \| \| 3 \| Vereinigtes Königreich \| 5 \| 4 \| 1 \| 10 \| \| 4 \| Frankreich \| 4 \| 4 \| 1 \| 9 \| \| 5 \| Ukraine \| 4 \| 3 \| 1 \| 8 \| \| 6 \| Griechenland \| 4 \| 0 \| 1 \| 5 \| \| 7 \| Deutschland \| 3 \| 6 \| 4 \| 13 \| \| 8 \| Belarus \| 3 \| 2 \| 4 \| 9 \| \| 9 \| Schweden \| 2 \| 1 \| 1 \| 4 \| \| 10 \| Ungarn \| 2 \| 0 \| 0 \| 2 \| \| 11 \| Niederlande \| 1 \| 1 \| 3 \| 5 \| \| 12 \| Türkei \| 1 \| 1 \| 1 \| 3 \| \| 13 \| Tschechien \| 1 \| 1 \| 0 \| 2 \| \| 14 \| Österreich \| 1 \| 0 \| 0 \| 1 \| \| 14 \| Kroatien \| 1 \| 0 \| 0 \| 1 \| \| 16 \| Estland \| 0 \| 2 \| 0 \| 2 \| \| 17 \| Lettland \| 0 \| 1 \| 3 \| 4 \| \| 17 \| Spanien \| 0 \| 1 \| 3 \| 4 \| \| 19 \| Rumänien \| 0 \| 1 \| 2 \| 3 \| \| 20 \| Italien \| 0 \| 1 \| 1 \| 2 \| \| 21 \| Portugal \| 0 \| 1 \| 0 \| 1 \| \| 21 \| Slowakei \| 0 \| 1 \| 0 \| 1 \| \| 21 \| Slowenien \| 0 \| 1 \| 0 \| 1 \| \| 24 \| Belgien \| 0 \| 0 \| 2 \| 2 \| \| 24 \| Finnland \| 0 \| 0 \| 2 \| 2 \| \| 26 \| Irland \| 0 \| 0 \| 1 \| 1 \| \| 26 \| Norwegen \| 0 \| 0 \| 1 \| 1 \| \| 27 \| Total \| 44 \| 44 \| 44 \| 132 \| |
| Platz | Land | Gold | Silber | Bronze | Gesamt |
| --- | --- | --- | --- | --- | --- |
| 1 | Russland | 7 | 7 | 6 | 20 |
| 2 | Polen | 5 | 5 | 6 | 16 |
| 3 | Vereinigtes Königreich | 5 | 4 | 1 | 10 |
| 4 | Frankreich | 4 | 4 | 1 | 9 |
| 5 | Ukraine | 4 | 3 | 1 | 8 |
| 6 | Griechenland | 4 | 0 | 1 | 5 |
| 7 | Deutschland | 3 | 6 | 4 | 13 |
| 8 | Belarus | 3 | 2 | 4 | 9 |
| 9 | Schweden | 2 | 1 | 1 | 4 |
| 10 | Ungarn | 2 | 0 | 0 | 2 |
| 11 | Niederlande | 1 | 1 | 3 | 5 |
| 12 | Türkei | 1 | 1 | 1 | 3 |
| 13 | Tschechien | 1 | 1 | 0 | 2 |
| 14 | Österreich | 1 | 0 | 0 | 1 |
| 14 | Kroatien | 1 | 0 | 0 | 1 |
| 16 | Estland | 0 | 2 | 0 | 2 |
| 17 | Lettland | 0 | 1 | 3 | 4 |
| 17 | Spanien | 0 | 1 | 3 | 4 |
| 19 | Rumänien | 0 | 1 | 2 | 3 |
| 20 | Italien | 0 | 1 | 1 | 2 |
| 21 | Portugal | 0 | 1 | 0 | 1 |
| 21 | Slowakei | 0 | 1 | 0 | 1 |
| 21 | Slowenien | 0 | 1 | 0 | 1 |
| 24 | Belgien | 0 | 0 | 2 | 2 |
| 24 | Finnland | 0 | 0 | 2 | 2 |
| 26 | Irland | 0 | 0 | 1 | 1 |
| 26 | Norwegen | 0 | 0 | 1 | 1 |
| 27 | Total | 44 | 44 | 44 | 132 |